# Icterus galbula
Icterus galbula là một loài chim trong họ Icteridae.